# Jean-Baptiste Pigalle
Jean-Baptiste Pigalle (26. ledna 1714 Rueil-Malmaison – 22. srpna 1785 Paříž) byl francouzský sochař.

## Život
Narodil se jako sedmé dítě tesaře. Studoval u Jeana-Baptista Lemoyna a pak na Académie royale de peinture et de sculpture. Nezískal Římskou cenu a na studijní cestu do Itálie odjel jen díky podpoře, kterou mu vyplácel Guillaume Coustou. Po návratu do Paříže žil na rue Meslay, kde měl společný ateliér s Christophem-Gabrielem Allegrainem. V roce 1752 byl jmenován profesorem na Akademii.
Vytvářel portréty i alegorické výjevy, jeho tvorba představuje přechod mezi barokem a klasicismem. Vytvořil sochu Panny Marie pro pařížský kostel svatého Sulpicia a mramorový pomník Ludvíka XV. v Remeši. V katedrále Notre Dame se nachází Pigallův náhrobek syna markýze d'Harcourt, je rovněž autorem náhrobku maršála Maurice de Saxe ve Štrasburku. V Louvru se nachází jeho proslulé dílo Merkur si připíná křídla. Pigalle byl oblíbeným sochařem francouzské aristokracie osmnáctého století a jeho mecenáškou se stala Madame de Pompadour. Přátelil se s Denisem Diderotem, jeho žáky byli Louis-Philippe Mouchy a Fedot Choubine. 
Je pohřben na hřbitově Calvaire na Montmartru. Jeho prasynovcem byl sochař Paul Dubois. V Paříži je po něm pojmenováno náměstí Place Pigalle, čtvrť Pigalle a stanice metra Pigalle. Jeho jméno nese také kráter Pigalle na Merkuru.

## Galerie

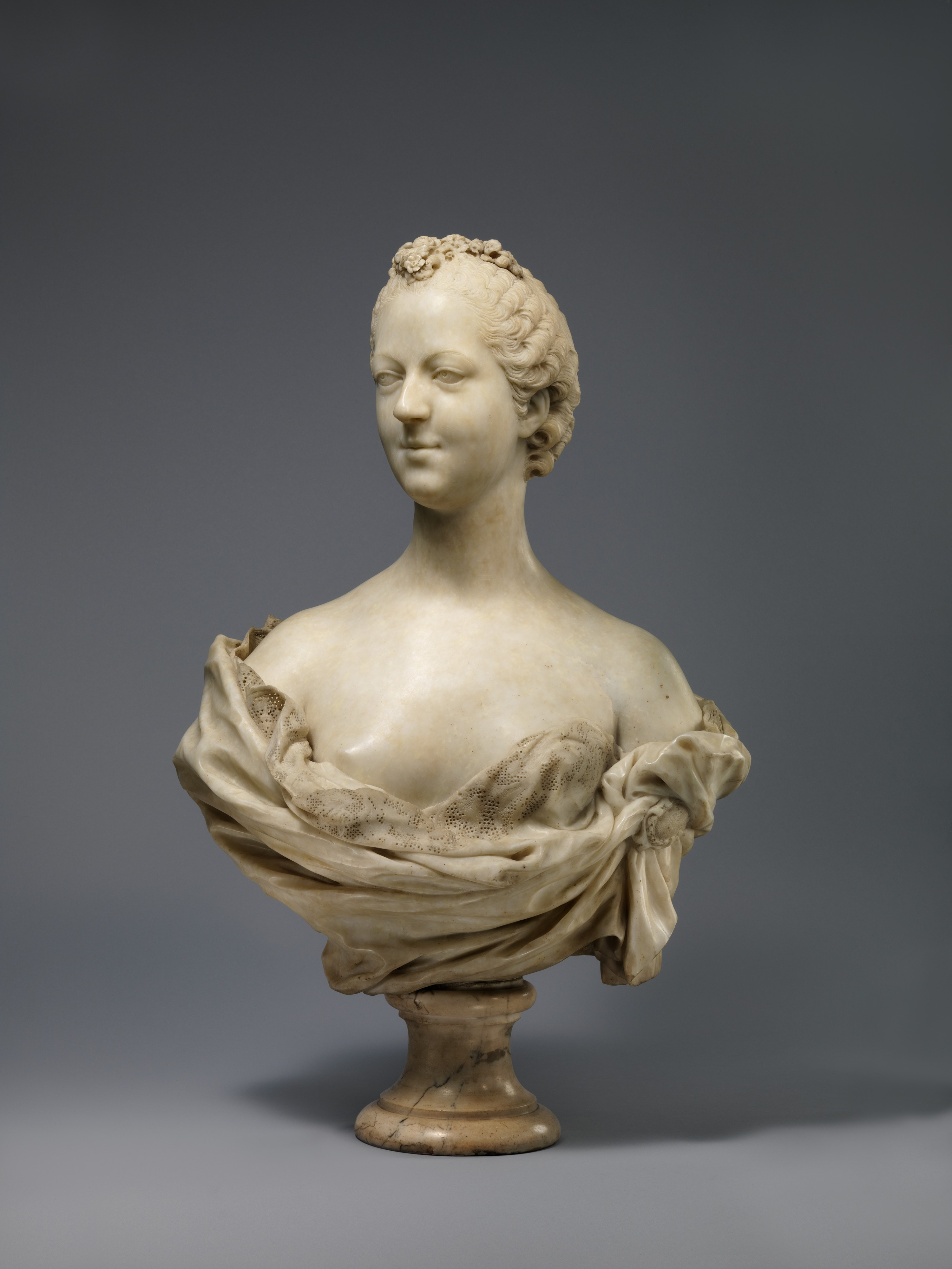
Busta Madame de Pompadour
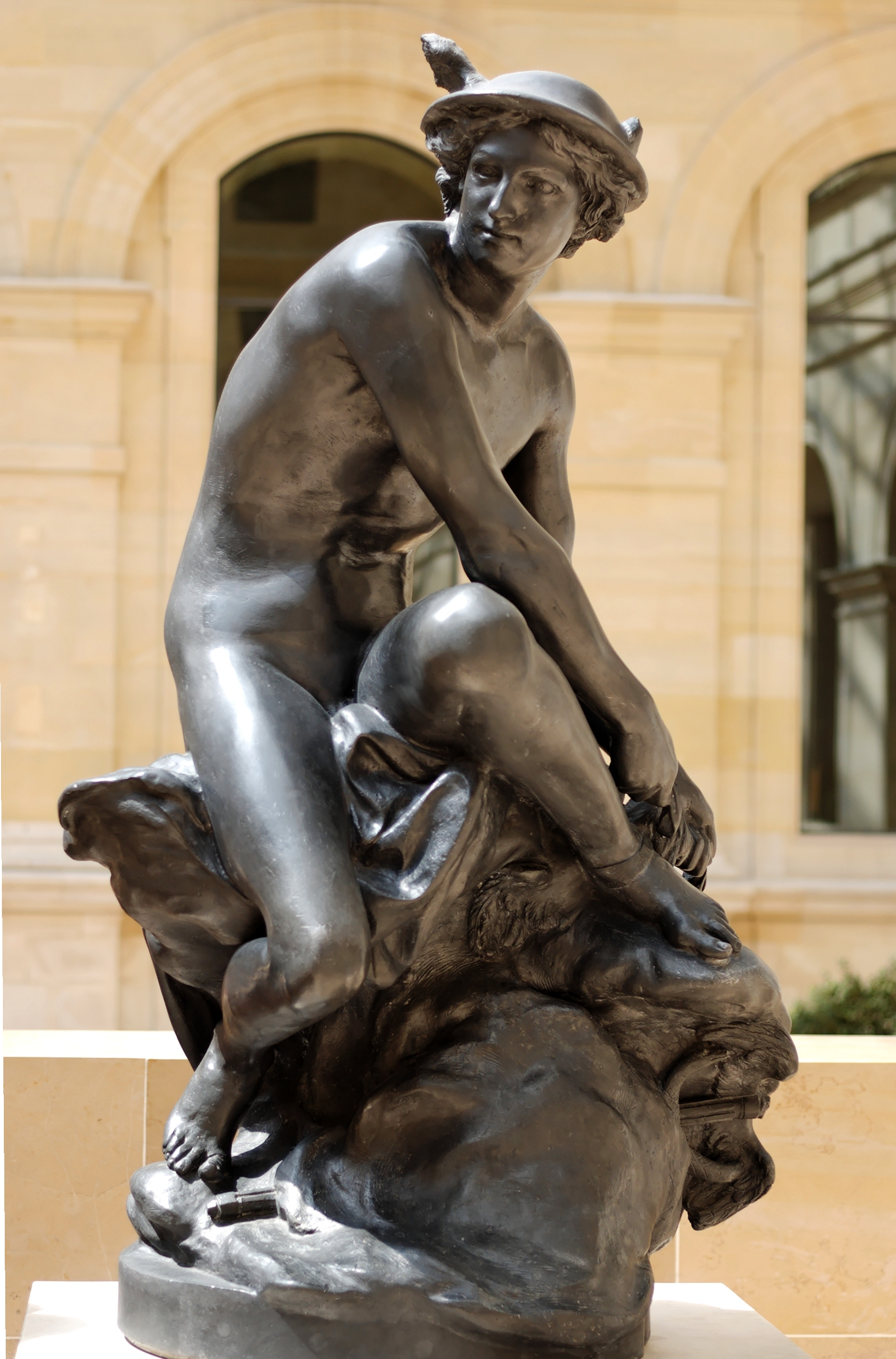
Merkur si připíná křídla
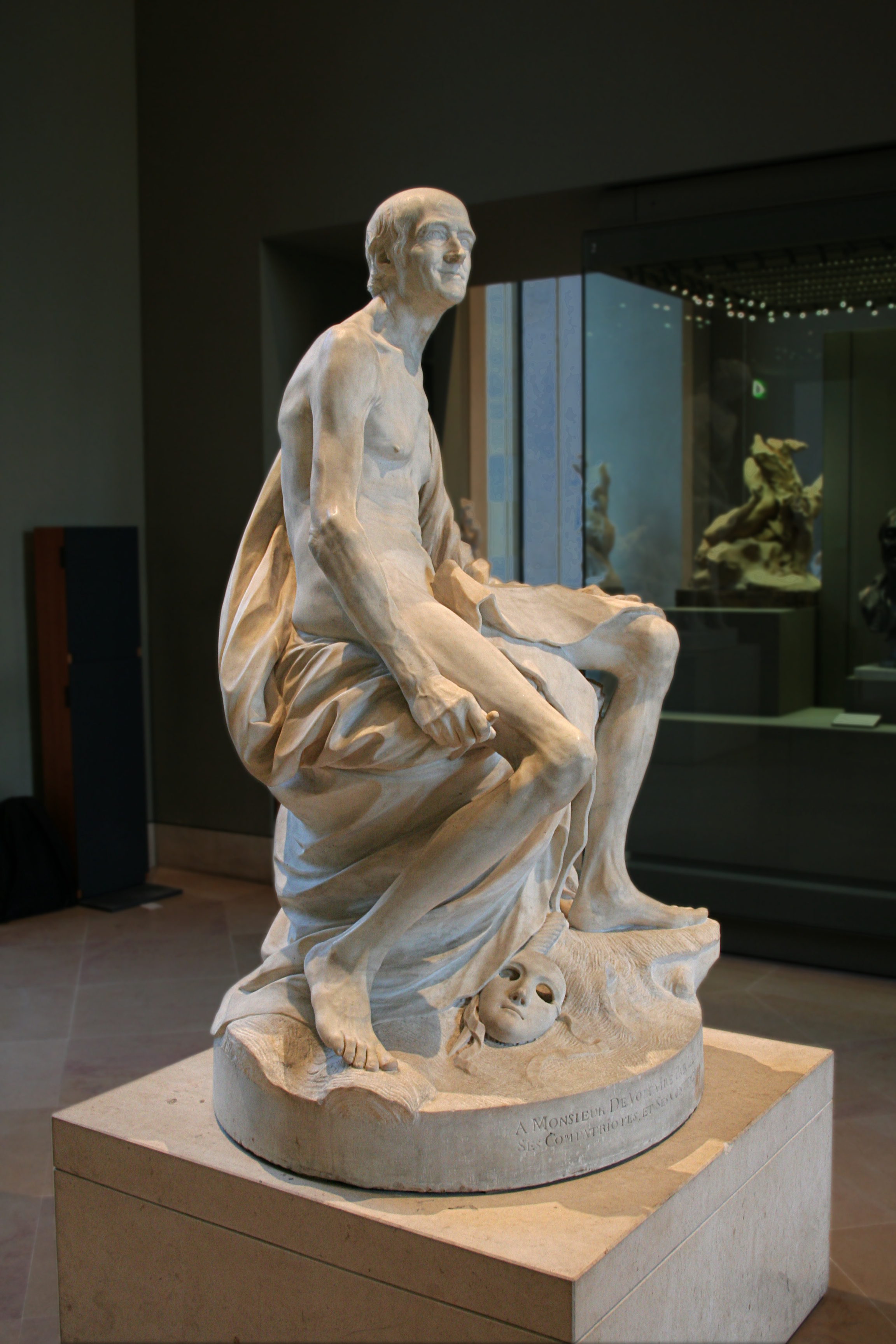
Nahý Voltaire
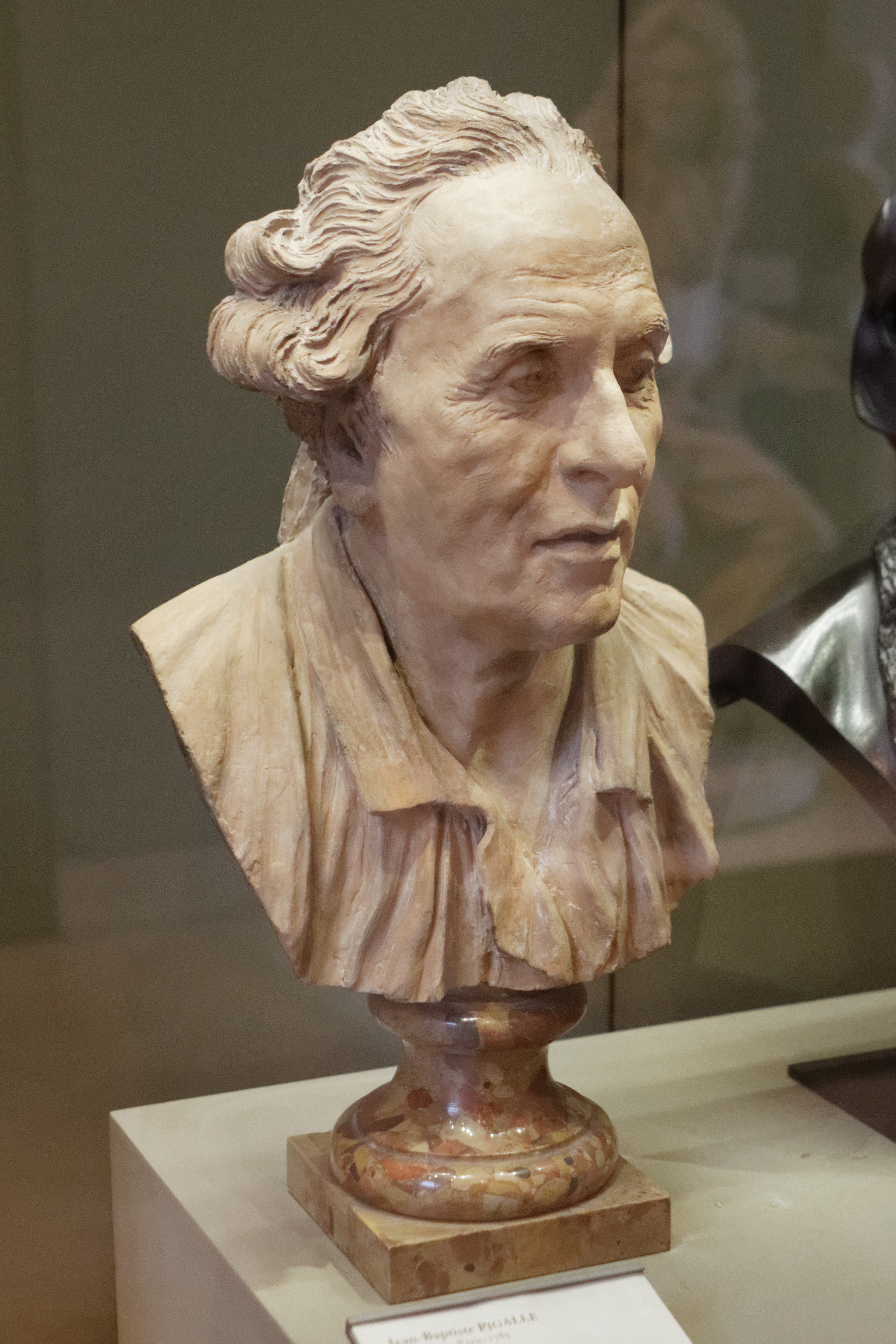
Autorportrét
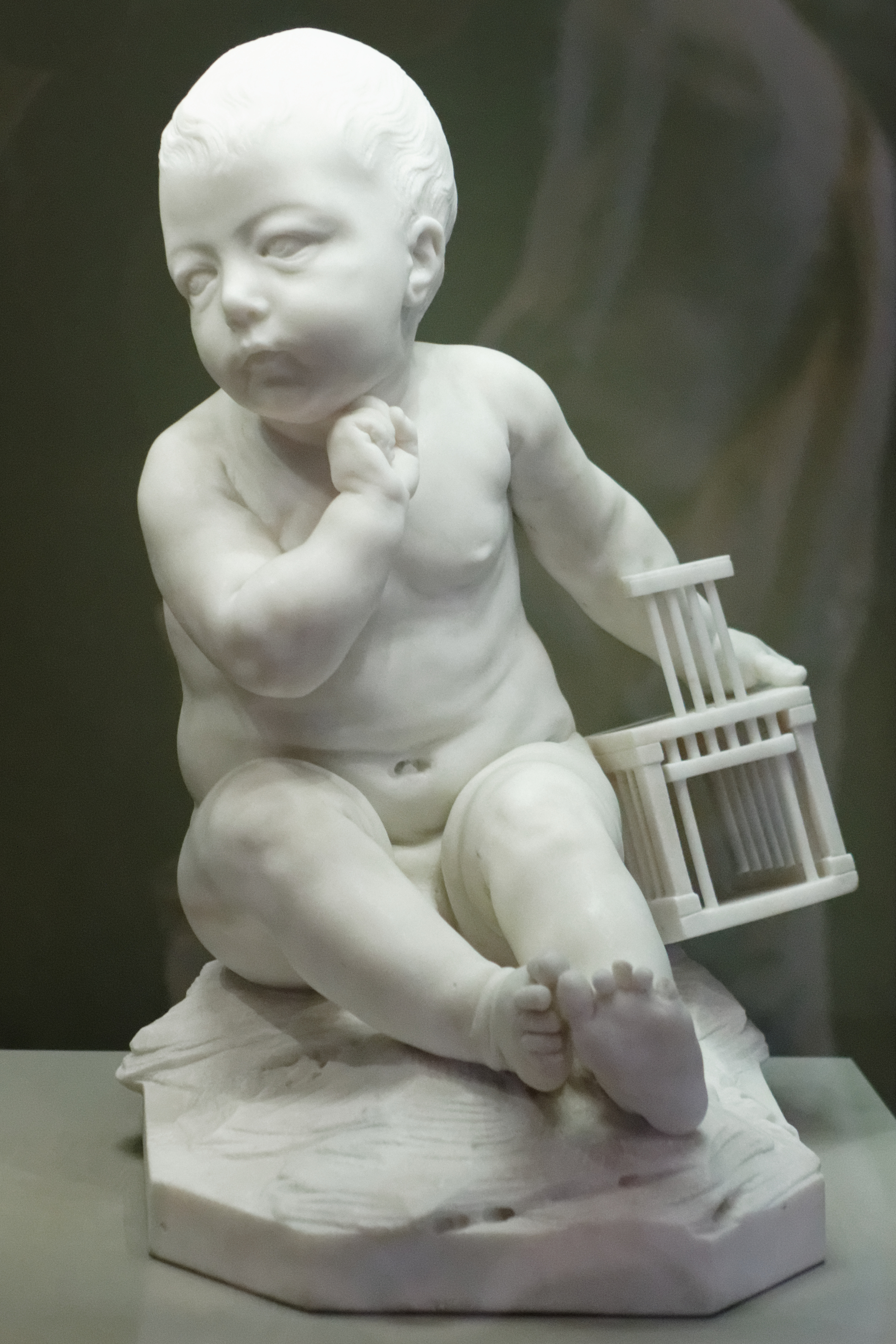
Dítě s klecí